# Mödling
Mödling és una ciutat austríaca situada a l'estat de la Baixa Àustria al nord-est del país. Es troba a uns 14 quilòmetres de la capital, Viena i és la capital del Districte de Mödling.

## Llocs d'interès
Té un dels centres comercials més grans d'Europa: El Shopping City Süd (SCS), que va ser inaugurat el 1976 i ocupa una superfície aproximada de 270.000 m².
El SCS té més de 330 botigues, que donen feina a uns 4500 empleats. Ofereix 10.000 places d'aparcament, i atreu als clients no només d'Àustria, sinó també d'altres països de l'Europa Central, com ara Hongria, Eslovàquia, Eslovènia, etc.

## Ciutats agermanades
Mödling està agermanada amb les següents ciutats:
- Esch-sur-Alzette
- Velletri
- Zemun
- Offenbach del Meno
- Puteaux
- Köszeg
- Vsetín
- Saint-Gilles
- Zottegem

## Persones il·lustres
- Ludwig van Beethoven, compositor, va viure-hi els seus últims anys.
- Albert Drach, poeta.
- Martin Gusinde, sacerdot i etnòleg.
- Paul Harather, director, productor i autor.
- Alfred Maleta, polític.
- Beata Maria Restituta, monja i infermera.
- Arnold Schönberg, compositor, va viure-hi.
- Hermann Ullrich, compositor i escriptor musical.
- Anton Wildgans, poeta.

## Esport
L'equip local, l'Admira Wacker Mödling participa en la Bundesliga, màxima categoria del futbol austríac.